# Canoa/kayak ai Giochi della XXVIII Olimpiade - K2 500 metri femminile

## Batterie
Hanno partecipato alle batterie di qualificazione 15 equipaggi, suddivisi in 2 batterie: i primi 3 di ogni batteria si sono qualificati direttamente per la finale e gli altri per la semifinale; di conseguenza nessun equipaggio è stato eliminato al primo turno.
24 agosto 2004
| Posizione | Atleta                               | Paese       | Tempo       |
| --------- | ------------------------------------ | ----------- | ----------- |
| 1         | Katalin Kovács e Natasa Janics       | Ungheria    | 1:38.606 QF |
| 2         | Beatriz Manchon e Teresa Portela     | Spagna      | 1:41.338 QF |
| 3         | Caroline Brunet e Mylanie Barre      | Canada      | 1:43.434 QF |
| 4         | Shinobu Kitamoto e Yumiko Suzuki     | Giappone    | 1:44.730 QS |
| 5         | Anne Laure Viard e Marie Delattre    | Francia     | 1:45.090 QS |
| 6         | Kathryn Colin e Lauren Spalding      | Stati Uniti | 1:45.158 QS |
| 7         | Florica Vulpes e Lidia Talpa         | Romania     | 1:45.386 QS |
| 8         | Natalya Sergeyeva e Ellina Uzhakhova | Kazakistan  | 1:46.710 QS |

| Posizione | Atleta                                     | Paese       | Tempo       |
| --------- | ------------------------------------------ | ----------- | ----------- |
| 1         | Birgit Fischer e Carolin Leonhardt         | Germania    | 1:39.588 QF |
| 2         | Xu Linbei e Zhong Hongyan                  | Cina        | 1:40.943 QF |
| 3         | Aneta Pastuszka e Beata Sokołowska-Kulesza | Polonia     | 1:41.164 QF |
| 4         | Sofia Paldanius e Anna Karlsson            | Svezia      | 1:44.059 QS |
| 5         | Delyana Dacheva e Bonka Pindzheva          | Bulgaria    | 1:44.268 QS |
| 6         | Hanna Puchkova e Alena Bets                | Bielorussia | 1:45.279 QS |
| 7         | Paula Harvey e Susan Tegg                  | Australia   | 1:46.319 QS |

## Semifinali
I primi tre equipaggi della semifinale si sono qualificati per la finale.
26 agosto 2004
| Posizione | Atleta                               | Paese       | Tempo       |
| --------- | ------------------------------------ | ----------- | ----------- |
| 1         | Delyana Dacheva e Bonka Pindzheva    | Bulgaria    | 1:44.246 QF |
| 2         | Sofia Paldanius e Anna Karlsson      | Svezia      | 1:44.570 QF |
| 3         | Hanna Puchkova e Alena Bets          | Bielorussia | 1:45.234 QF |
| 4         | Anne Laure Viard e Marie Delattre    | Francia     | 1:45.626    |
| 5         | Florica Vulpes e Lidia Talpa         | Romania     | 1:45.770    |
| 6         | Natalya Sergeyeva e Ellina Uzhakhova | Kazakistan  | 1:46.214    |
| 7         | Kathryn Colin e Lauren Spalding      | Stati Uniti | 1:46.786    |
| 8         | Shinobu Kitamoto e Yumiko Suzuki     | Giappone    | 1:47.614    |
| 9         | Paula Harvey e Susan Tegg            | Australia   | 1:51.402    |

## Finale
28 agosto 2004
| Posizione | Atleta                                     | Paese       | Tempo    |
| --------- | ------------------------------------------ | ----------- | -------- |
|           | Katalin Kovács e Natasa Janics             | Ungheria    | 1:38.101 |
|           | Birgit Fischer e Carolin Leonhardt         | Germania    | 1:39.533 |
|           | Aneta Pastuszka e Beata Sokołowska-Kulesza | Polonia     | 1:40.077 |
| 4         | Xu Linbei e Zhong Hongyan                  | Cina        | 1:40.913 |
| 5         | Beatriz Manchon e Teresa Portela           | Spagna      | 1:42.409 |
| 6         | Delyana Dacheva e Bonka Pindzheva          | Bulgaria    | 1:42.553 |
| 7         | Caroline Brunet e Mylanie Barre            | Canada      | 1:42.833 |
| 8         | Sofia Paldanius e Anna Karlsson            | Svezia      | 1:43.077 |
| 9         | Hanna Puchkova e Alena Bets                | Bielorussia | 1:43.729 |